# Зернове (Євпаторійський район)
Зернове́ (крим. Zernove) — село Євпаторійського району Автономної Республіки Крим.